# Talloires-Montmin
Talloires-Montmin ist eine französische Gemeinde im Département Haute-Savoie in der Region Auvergne-Rhône-Alpes. Sie gehört zum Kanton Faverges-Seythenex im Arrondissement Annecy. Sie entstand mit Wirkung vom 1. Januar 2016 durch die Fusion der bisherigen Gemeinden Talloires und Montmin.
Nachbargemeinden sind Bluffy und Menthon-Saint-Bernard im Nordwesten, Alex im Norden, Thônes im Nordosten, Les Clefs und Serraval im Osten, Saint-Ferréol im Südosten, Faverges-Seythenex im Süden, Doussard und Duingt im Südwesten und Saint-Jorioz und Sevrier im Westen.

## Gliederung
| Ortsteil                      | ehemaliger INSEE-Code | Fläche (km²) | Einwohnerzahl (2016) |
| ----------------------------- | --------------------- | ------------ | -------------------- |
| Montmin                       | 74187                 | 16,29        | 0309                 |
| Talloires (Verwaltungssitz)00 | 74275                 | 20,69        | 1704                 |